# Górotire
Górotire (Gorotiri), jedna pod dviju glavnih grupa brazilskih Goroti Kumrenhtx Indijanaca (druga je Mekrãgnoti), šira skupina kayapo. Gorotire se dalje dijele na podgrupe Gorotire (s Gorotire i Kikretum), Kubenkrankégn (uključuju Kuben-Kran-Krên, A’Ukre i Môikàràkô), Kôkraimôrô i Kararaô.
Danas žive na 13 sela u državi Pará u blizini rijeke Rio Fresco, pritoci Xingua, a populacija im iznosi oko 3.500.